# Moskwicz 410/411
Moskwicz 410 i 411 (ros. Москвич 410, 411) - samochody osobowo-terenowe produkowane przez Moskiewską Fabrykę Samochodów Małolitrażowych (MZMA, Moskowskij Zawod Małolitrażnych Awtomobilej) w latach 1957–1960.

## Historia i opis modelu
Pomysł opracowania lekkiego i względnie taniego samochodu terenowego na bazie samochodu osobowego powstał w ZSRR w latach 50. XX wieku specjalnie dla potrzeb zapewnienia środka transportu dla wiejskich mechanizatorów, aby umożliwić im dojazd do zepsutych pojazdów rolniczych na rozległych bezdrożach azjatyckiej części kraju. Inicjatywa ta zyskała poparcie Chruszczowa, który właśnie objął ster rządów w ZSRR. Bazą dla opracowania podwozia stał się prototyp samochodu terenowego M-73, skonstruowany w 1956 w zakładach GAZ pod kierownictwem Grigorija Wassermana, wykorzystujący niektóre podzespoły Moskwicza 402. Z powodu ograniczonych możliwości produkcyjnych GAZ dalsze prace przekazano w 1956 fabryce MZMA, produkującej samochody Moskwicz. Nowy pojazd oznaczony Moskwicz 410 został opracowany przez inżynierów MZMA jako połączenie samonośnego nadwozia i silnika samochodu osobowego Moskwicz 402 i elementów podwozia, układu napędowego i kierowania M-73. W odróżnieniu od zwykłego osobowego Moskwicza, otrzymał on wysokie zawieszenie zależne, ze sztywnymi osiami na półeliptycznych resorach podłużnych. Większe obciążenia pochodzące od zawieszenia wymagały wzmocnienia elementów nadwozia. Napęd na przedni most był dołączany, samochód posiadał też reduktor terenowy i terenowe opony z gruntozaczepami. Dźwignia skrzyni biegów została przeniesiona z kierownicy na podłogę.
Produkcję Moskwicza 410 rozpoczęto w pierwszym kwartale 1957 roku. Początkowo pojazd posiadał stary dolnozaworowy 4-cylindrowy silnik o pojemności 1220 cm³ i mocy 35 KM stosowany w modelu 402. Maksymalna prędkość samochodu wynosiła 85 km/h. W roku 1958 zastąpiono go przez model 410N (ros. 410Н) z silnikiem o pojemności 1358 cm³, który pozwalał osiągnąć moc maksymalną 45 KM, pochodzącym z nowego modelu Moskwicz 407. Ten model osiągał prędkość do 90 km/h. Podobnie jak bazowy model 407, Moskwicz 410N otrzymał w 1960 roku nową chromowaną kratę atrapy chłodnicy w miejsce chromowanej poziomej belki we wlocie powietrza. Od 1958 roku rozpoczęto też produkcję wariantu Moskwicz 411 z nadwoziem kombi, pochodzącym od Moskwicza 423 (nie było oznaczenia modelu 411N, gdyż Moskwicz 411 od początku miał 45-konny silnik). Późne serie z 1961 miały ozdobne listwy boczne. 
Produkcję Moskwicza 410N (podobnie jak 411) zakończono w 1961, po zmianie kierownictwa przemysłu samochodowego, z powodu potrzeby zwiększenia produkcji Moskwiczy 407 na eksport. Zbudowano ogółem 7580 sztuk modelu 410/410N i 1515 modelu 411.
Moskwicz 410 był ciekawym samochodem, w pionierski sposób łączącym cechy samochodu terenowego z dość komfortowym zamkniętym nadwoziem samochodu osobowego, wyposażonym standardowo np. w radioodbiornik. Do zalet należały dobre własności w terenie, częściowo dzięki dużemu prześwitowi - 220 mm pod mostami napędowymi i aż 430 mm pod podłogą. Do wad samochodu należała jednak mała sztywność samonośnego nadwozia, a także wysoki środek ciężkości przy umiarkowanym rozstawie kół, powodujący niebezpieczeństwo przewrócenia. Ponadto nadwozie typu sedan z bagażnikiem umiarkowanej wielkości okazało się niepraktyczne, zwłaszcza dla pierwotnie projektowanego zastosowania samochodu. Znacznie lepszy okazał się pod tym względem wariant kombi Moskwicz 411, który miał przy tym sztywniejsze nadwozie dzięki dłuższemu dachowi. Opracowano też w 1960 wersję trzydrzwiowego furgonu Moskwicz 431, jeszcze lepiej dostosowaną do potrzeb transportu w terenie, która jednak nie weszła do produkcji.

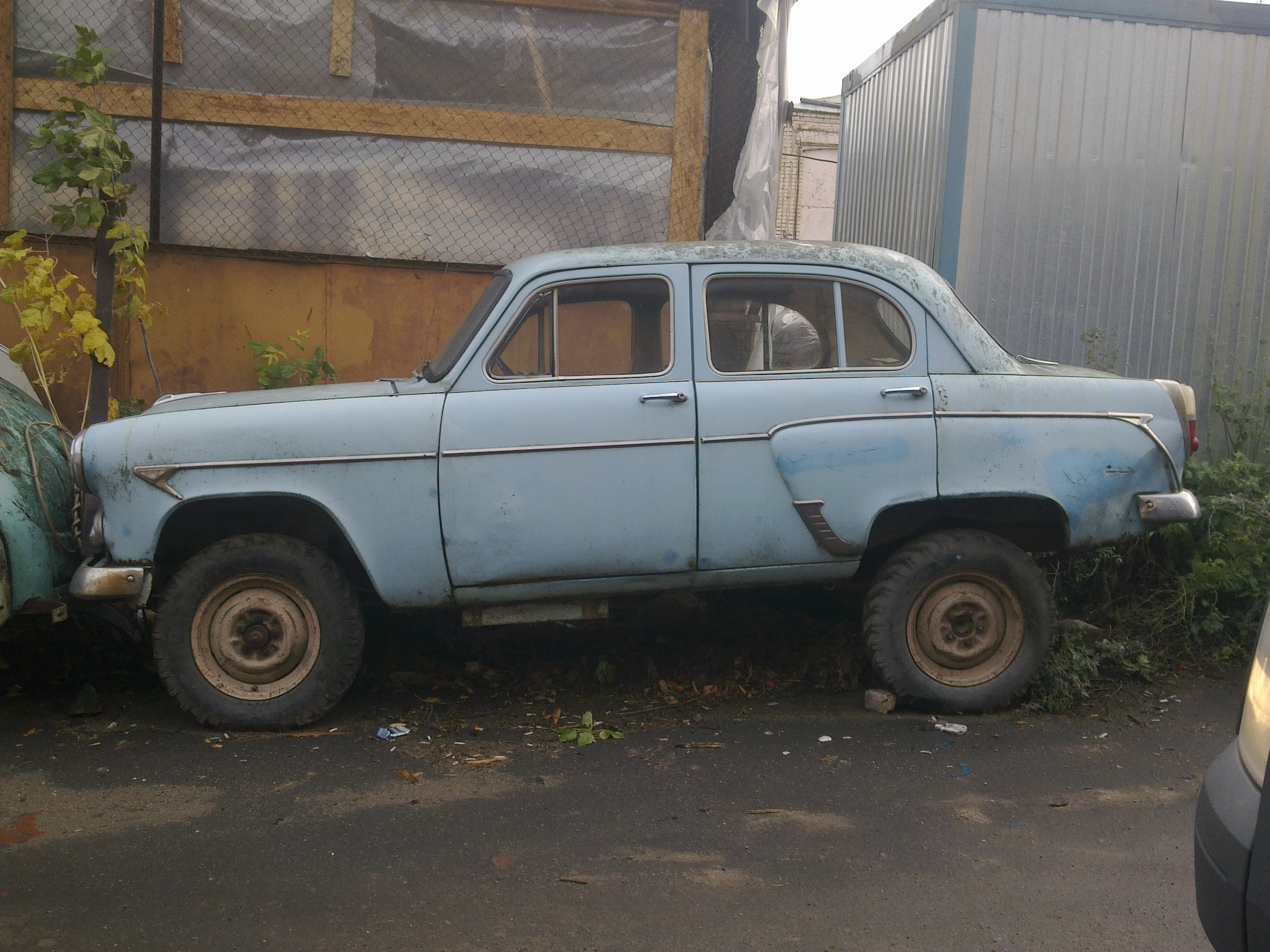
Moskwicz 410

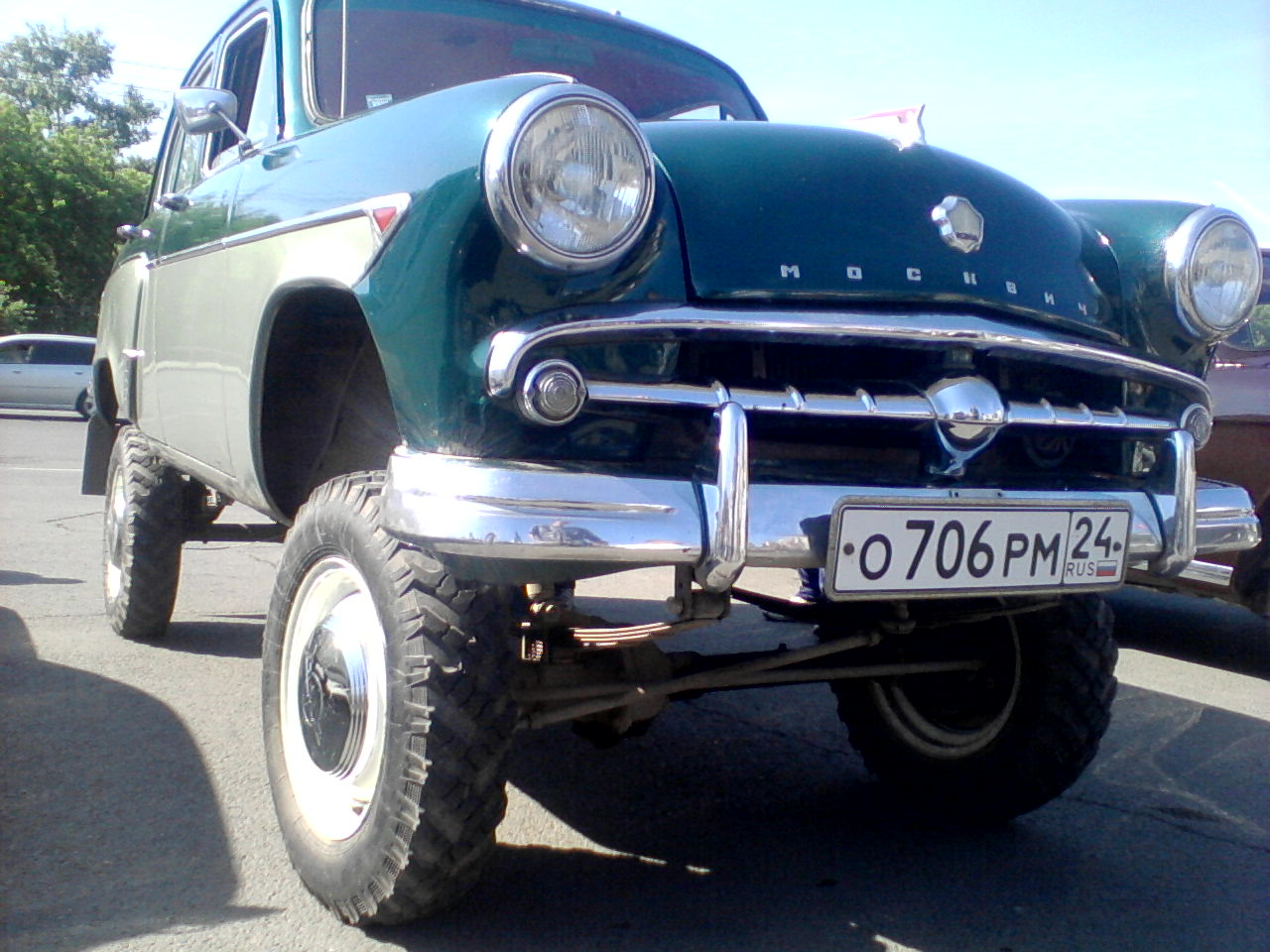
Wysokie zawieszenie Moskwicza 410

## Dane techniczne
Dane modelu 410 (410N):
- Nadwozie: samonośne, stalowe, 4-drzwiowe, 4-miejscowe
- Długość/szerokość/wysokość: 4055 / 1540 / 1670 mm
- Rozstaw osi: 2377 mm
- Rozstaw kół: 1220 mm
- Masa własna: 1180 (1150) kg
- Masa całkowita: 1480 (1450) kg
- Prześwit pod osiami: 220 mm
- Pojemność bagażnika: 340 dm³[3]

- Silnik: M-402 (M-407) - gaźnikowy, 4-suwowy, 4-cylindrowy rzędowy, dolnozaworowy (górnozaworowy OHV), chłodzony cieczą, umieszczony z przodu, napędzający obie osie, napęd na przednią oś dołączany
- Pojemność skokowa: 1220 (1358) cm³
- Średnica cylindra x skok tłoka: 72 x 75 (76 x 75) mm
- Moc maksymalna: 35 KM przy 4200 obr./min (45 KM / 33 kW przy 4500 obr./min)[3]
- Stopień sprężania: 7:1
- Maksymalny moment obrotowy: 71 Nm przy 2400 obr./min (88 Nm przy 2600 obr./min)
- Gaźnik: K-44 (K-59)
- Skrzynia przekładniowa: mechaniczna 3-biegowa (4-biegowa), z synchronizacją biegów oprócz I, z dźwignią w podłodze, reduktor terenowy

- Zawieszenie przednie: zależne, sztywna oś na podłużnych resorach półeliptycznych, amortyzatory hydrauliczne podwójnego działania
- Zawieszenie tylne: zależne, sztywna oś na podłużnych resorach półeliptycznych, amortyzatory hydrauliczne podwójnego działania
- Hamulce przednie i tylne bębnowe, hydrauliczne; hamulec ręczny mechaniczny na koła tylne
- Ogumienie o wymiarach 6,40-15"

- Prędkość maksymalna: 85 (90) km/h
- Zużycie paliwa: 10 (9,5) l/100 km przy 30-40 km/h